# Kamaishi
Kamaishi (Japans: 釜石市, Kamaishi-shi) is een stad in het zuidoosten van de Japanse prefectuur Iwate in het noorden van Honshu. De stad heeft een oppervlakte van 441,29 km² en telde begin 2008 ruim 41.000 inwoners.
In Kamaishi staat een fabriek van Nippon Steel.

## Geschiedenis
Kamaishi werd op 5 mei 1937 een stad (shi). Op 11 maart 2011 kreeg de stad te maken met een zware aardbeving, waarbij de haven werd overstroomd. Zie zeebeving Sendai 2011.

## Stedenband
- Digne-les-Bains, Frankrijk, sinds 20 april 1994

## Verkeer
Kamaishi ligt aan de Kamaishi-lijn en aan de Yamada-lijn van de East Japan Railway Company en aan de Minamiriasu-lijn van de Sanriku Railway Company.
Kamaishi ligt aan Sanriku-autosnelweg en aan de autowegen 45 en 283.

## Sport
Kamaishi was met het Kamaishi Recovery Memorial Stadium speelstad bij het WK rugby 2019.

## Aangrenzende steden
- Tōno
- Ōfunato